# ASP (Band)
ASP (ausgesprochen „wie Ast, nur mit P“) ist eine Rockband aus Deutschland, die von Hörern und Presse auf Grund von Stil, Auftreten und Herkunft allgemein der schwarzen Szene zugeordnet wird. Bekannt wurde sie vor allem durch den Zyklus um den Schwarzen Schmetterling, um den sich die ersten fünf Albenveröffentlichungen drehten und der laut Sänger Alexander Spreng als musikalische Gothic Novel gesehen werden soll. Die Band verdeutlicht diesen Bezug durch die Verwendung der literarisch anmutenden Bezeichnung Tales of ASP.

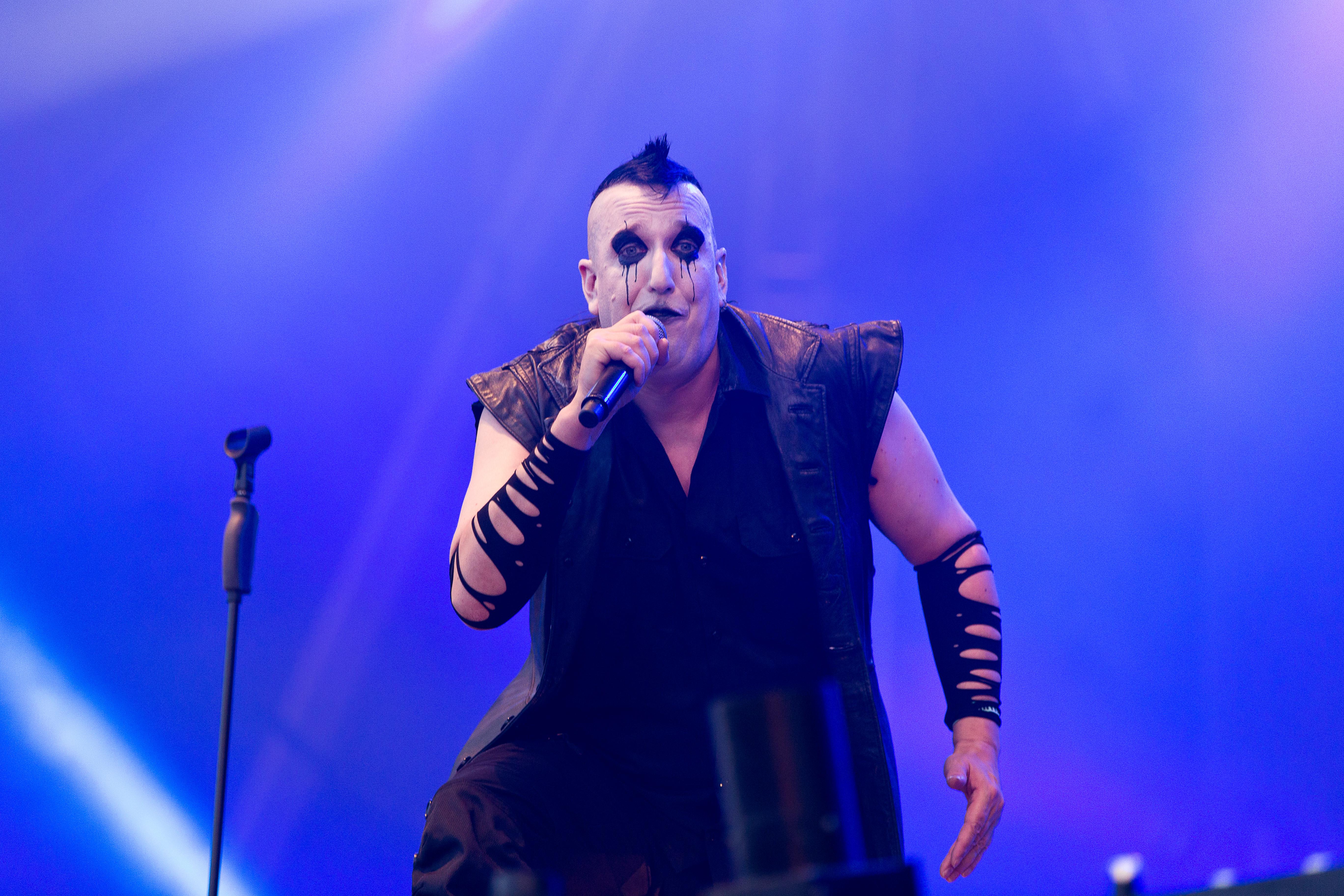
Alexander „Asp“ Spreng auf dem Rockharz Open Air 2016

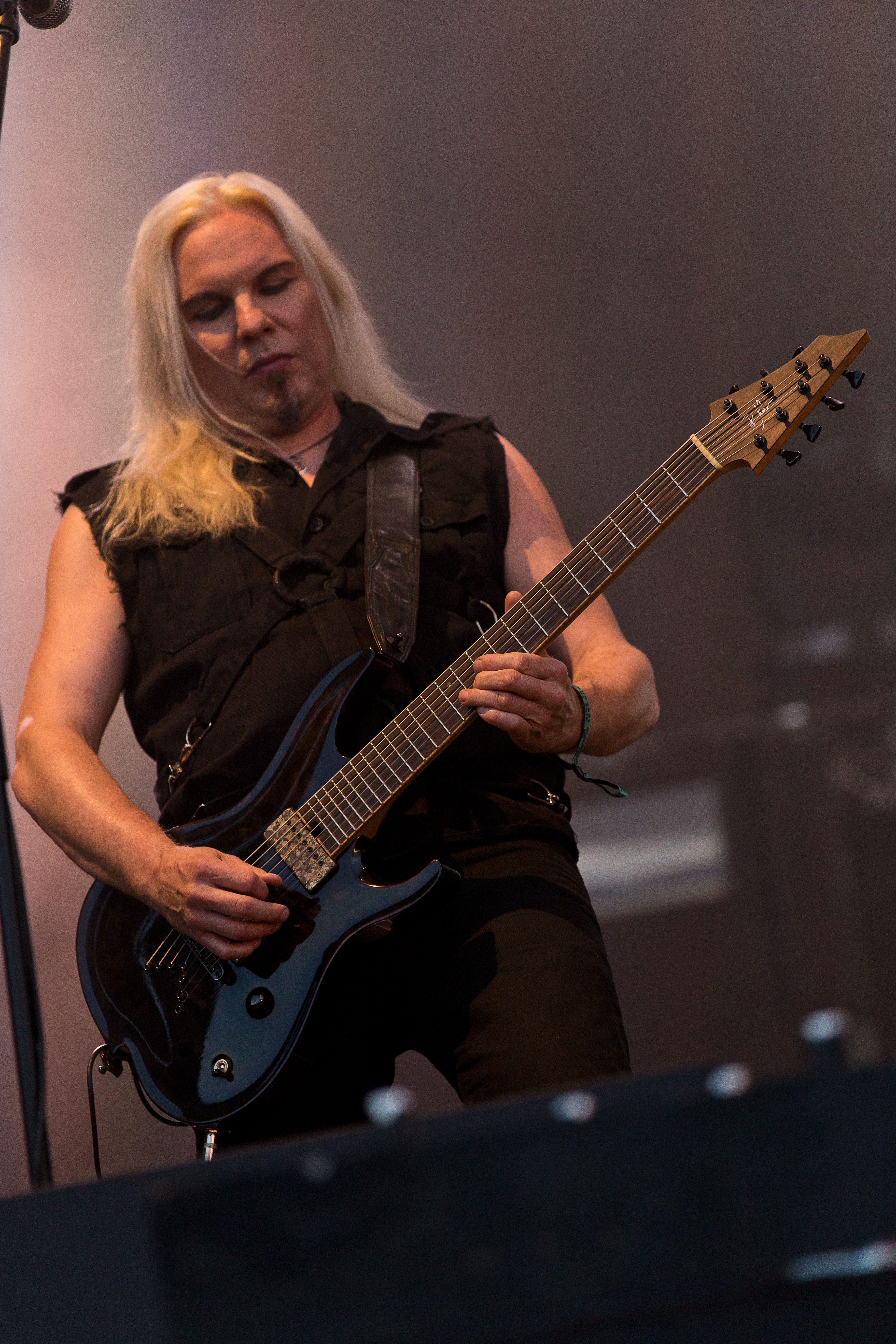
Gitarrist Lutz Demmler auf dem Rockharz 2016

## Bandgeschichte

### Gründung (1999)
Alexander „Asp“ Spreng und Matthias „Matze“ Ambré (ehemaliges Mitglied der Frankfurter Band Gabi Mohnbrot) gründeten die Band im Sommer 1999 „in einer von Hessens schöneren Apfelweinkneipen“ nach längerem Erfahrungs- und Meinungsaustausch und der Auflösung der jeweiligen früheren Bands. Der Bandname ist gleichzeitig Spitz- und Rufname des Sängers. Da die von ihm kreierte literarische Figur zentraler Bestandteil der folgenden Veröffentlichungen sein sollte, lag diese Entscheidung nahe. Zur Unterscheidung zwischen Band und Sänger schreibt man heute erstere komplett in Großbuchstaben. Zu dieser Zeit entwarf Spreng auch das bis heute verwendete Bandlogo. Die erste Homepage der Band gestaltete Ex-Gabi-Mohnbrot-Mitglied und späterer ASP-Bassist, Andreas „Tossi“ Gross.
Die erste Demo-CD entstand unter recht improvisierten Bedingungen in der Wohnung des späteren ASP-Schlagzeugers Oliver „Himmi“ Himmighoffen, der ebenfalls früher Mitglied von Gabi Mohnbrot war. Die Musik wurde von den Szene-DJs und deren Hörern aus der Umgebung positiv aufgenommen, Zusagen von Plattenfirmen blieben jedoch zunächst aus. Live-Auftritte waren nach ausgiebiger Banderfahrung beider Mitglieder zunächst nicht geplant.

### Plattenvertrag, erste Auftritte und erstes Album (2000)
Alexander Storm, Chef des in der Szene bekannten Plattenlabels Trisol, wurde durch die Hörproben auf der damaligen Band-Website auf ASP aufmerksam, woraufhin er ein Treffen und schließlich einen Plattenvertrag anbot, den Spreng und Ambré wenig später unterschrieben.
Die Entscheidung, schließlich doch live aufzutreten, fiel nach einer Anfrage des Onlinemagazines The Gothicworld, das ASP für ein Festival gewinnen wollte. Zu diesem Zweck befanden es Spreng und Ambré für wichtig, eine Liveband zusammenzustellen, da man auf der Bühne nicht auf Tonbandaufnahmen zurückgreifen wollte. Es konnten als Schlagzeuger Oliver Himmighoffen und als Bassist Andreas Gross gewonnen werden. Für den mehrstimmigen Gesang, der im Studio alleine von Spreng eingesungen wurde, bildeten Holger Hartgen und Sprengs ehemaliger Bandkollege Pit Hammann den Chor.
Das erste Album Hast Du mich vermisst? (Der schwarze Schmetterling I) wurde ebenfalls im Kellerstudio Das Zwerk produziert. Das Artwork produzierten Pit Hammann und Andreas Gross, die Fotos steuerte Marc Weissenberger bei. Die CD wurde schließlich am 3. November 2000 auf einer Releaseparty samt Konzert im Frankfurter Club „Nachtleben“ veröffentlicht.

### Größere Auftritte, Touren, neue Alben und Fanbase (2001–2003)
Auf Initiative von Mozart, Sänger von Umbra et Imago, trat ASP 2001 auf dem Ostara-Festival zum ersten Mal vor größerem Publikum auf. Zu diesem Konzert fand auch der erste Besetzungswechsel statt. Pit Hammann wollte sich fortan nur auf seine Tätigkeit als Illustrator und Autor konzentrieren. Stattdessen wurde der Wiener Marcus „Max“ Testory, heute Kopf der Band Chamber, neuer Backgroundsänger. An Pfingsten 2001 folgte der erste Auftritt auf dem größten Szenefestival, dem Wave-Gotik-Treffen. Auf der Releaseparty zum zweiten Album Duett (Der schwarze Schmetterling II), das auf Drängen der Plattenfirma nach einem Nachfolger bereits am 26. Oktober 2001 erschien, in der Karlsruher Kulturruine wurde die Gründung der Fancommunity Singchild.de beschlossen, aus der das ehemalige Forum DieZusammenkunft.net hervorging. Band und weitere Künstler aus dem ASP-Umfeld engagierten sich bis zur Schließung im September 2019 persönlich im Forum.
Der Name Die Zusammenkunft war ursprünglich der eines Festivals, das von Spreng im Frankfurter Club Batschkapp organisiert wurde. Dort traten die Bands Chamber, Janus, ASP selbst und L’Âme Immortelle auf, außerdem standen ASP mit Rig von Janus, Alexander Kaschte von Samsas Traum und Mozart von Umbra et Imago gemeinsam auf der Bühne. Im selben Jahr erschien auch das „Kinderbuch für Erwachsene“ zum Lied Die kleine Ballade vom Schwarzen Schmetterling, illustriert von Pit Hammann.
2002 ging ASP zum ersten Mal auf Tour, dieses Mal noch als Support von Umbra et Imago auf deren Nosferatour – Part II, die in der zweiten Hälfte noch durch die Band Tanzwut ergänzt wurde. Auch hier standen die Bands für einige Songs gemeinsam auf der Bühne. Am 28. Juni 2002 erschien mit der Zusammenkunft E.P. das dritte Release der Band, auf dem Coverversionen, Duette und Remixe von ASP Stücken veröffentlicht wurden.
2001 stellte Pit Hammann Spreng, der auch als Comictexter arbeitet, dem Illustrator Ingo „Monozelle“ Römling vor. Römling übernahm die Gestaltung des Artworks für das kommende Album Weltunter (Der schwarze Schmetterling III), das am 18. August 2003 erschien. Die CD wurde dieses Mal in einem professionellen Tonstudio abgemischt. Daraus ausgekoppelt erschienen die Singles Weltunter (Komm zu mir) und Stille der Nacht (Ein Weihnachtsmärchen), die ebenfalls von Römling designed wurden. Römling übernahm die graphische Umsetzung der Artworkkonzepte von Spreng, unter anderem für den nie erschienenen Comic Die Schattenbraut. Die beiden Künstler sollten fortan für etliche Jahre dahingehend ein Team bilden.
Nach einer weiteren Support Tour im Frühjahr 2003 mit L’Âme Immortelle und Unheilig sowie einigen Festivalauftritten im Sommer folgte im Herbst schließlich die erste Headlinertour, die zunächst als Tour mit zwei Headliner-Bands geplant wurde. Nach dem Abspringen der zweiten, in keiner Quelle genannten Band, wurde Xandria als Vorband engagiert. Im Juli 2003 fand auch das erste, von Fans organisierte ASPecue statt – ein Grillen, an dem immer wieder Mitglieder der ASP-Familie (der Band und anderer, dazugehöriger Künstler) teilnahmen. Ein weiteres Fan-Treffen, dieses Mal mit Konzert, gab es im Winter desselben Jahres in Zapfendorf.

### Vertriebsinsolvenz und weitere Erfolge (2004–2007)
2004 musste der Vertrieb der Band EFA Insolvenz anmelden. Dadurch konnten zunächst keine weiteren CDs verkauft werden, da alle bis dahin vorliegenden Exemplare Teil der Konkursmasse wurden. Um finanzielle Probleme abzufedern, forcierte die Plattenfirma Trisol die Produktion der Best-Of-CD Interim Works Compendium nach nur drei Alben gegen den Willen der Band. Auch in diesem Jahr stellte ASP für kurze Zeit seine gesamte Diskographie zum Bezahldownload auf der eigenen Seite zur Verfügung, was wegen ungeklärter Abwicklung mit der GEMA jedoch kurz darauf wieder eingestellt werden musste. Außerdem wurde die Single Ich will brennen im Rahmen einer Kampagne zur Erhaltung des Rechts auf Privatkopie veröffentlicht. Der Single lagen ein Statement der Band, ein Aufkleber und ein CD-Rohling bei, auf den sich die Käufer ihre eigene Best-Of brennen sollten. Auf der zugehörigen Webseite fand sich neben den detaillierten Forderungen auch eine entsprechende Petition. Live trat ASP 2004 zum ersten Mal im Ausland auf (Belgien und Großbritannien), spielte neben diversen anderen Festivals zum ersten Mal auf dem M’era Luna Festival und führte eine weitere Headliner-Tour mit Porn als Vorgruppe durch.
2005 veröffentlichte ASP die Single Hunger, die nur auf der dazugehörigen Tour verkauft wurde. Diese fand im Frühjahr mit der Band Nuuk als Support statt. Nach diversen Auftritten auf verschiedenen Festival veröffentlichte ASP das Album Aus der Tiefe, wofür dieses Mal ein externes Studio gebucht werden konnte, das auch zum ersten Mal die Aufnahme eines echten Schlagzeugs erlaubte. Darauf folgte die gleichnamige Herbsttour zusammen mit Seelenzorn.

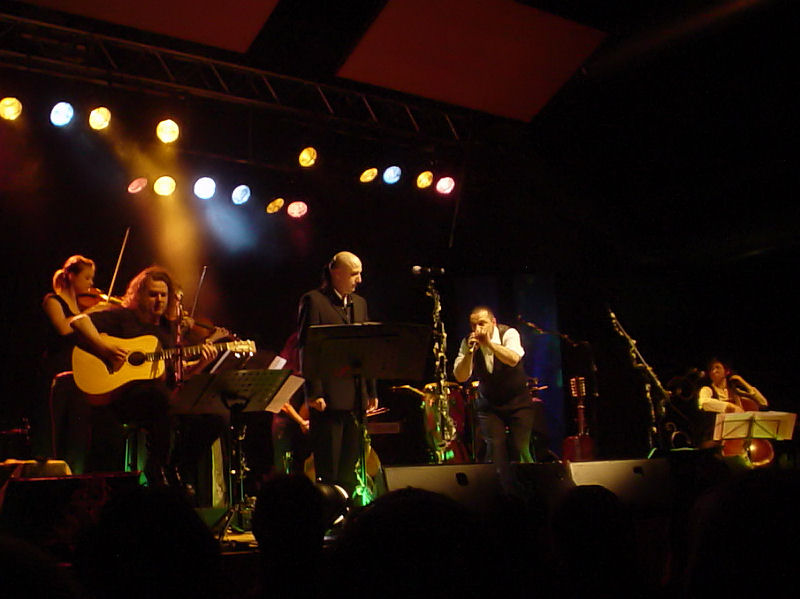
ASP und Chamber bei Once in a Lifetime

Spreng und der ehemalige Backgroundsänger Max Testory beschlossen eine gemeinsame Akustiktour der Bands ASP und Chamber. Auf dieser Once in a lifetime genannten Konzertreise spielten die beiden Gruppen in gemischter Besetzung Lieder beider Bands. Statt einer Vorgruppe gestaltete der Autor Thomas Sabottka das Vorprogramm mit einer Lesung seiner Texte. Hierzu wurde mit Humility eine E.P. und 2007 eine limitierte Live-CD-Box veröffentlicht.
Als Reaktion auf zwischenzeitlich aufgekommene Kommerzvorwürfe aus der Szene veröffentlichte ASP 2006 die Single Werben, die neben der normalen CD in einer aufwändigen Vinyl-Version erschien, die von einer persiflierenden Werbekampagne begleitet wurden. Hierzu erschuf man auch die Figur Emma und das Varieté Obscur, die in späteren Veröffentlichungen wieder aufgegriffen wurden. Eine dieser Veröffentlichungen war die Graphic Novel Varieté Obscur, in der der Detektiv Johann Salamander seinen ersten Auftritt hatte. Gestaltet wurde das Buch wieder von Ingo Römling, mit dem Spreng auch den gleichnamigen Song neu einspielte und dem Buch auf CD beilegte. Das dritte Release im Jahr 2006 war die Single Ich bin ein wahrer Satan, die in vier verschiedenen Versionen erschien. Jeder Version lag ein Teil eines Gutscheins bei, mit dem man sich auf der zugehörigen Tour, die zusammen mit Dope Stars Inc. im Oktober stattfand, die Single Isobel Goudie kostenlos abholen konnte. Verbleibende Exemplare der Bonussingle wurden nach der Tour eingestampft. Außerdem enthielten die verschiedenen Singleversionen bereits Lieder aus dem kommenden Krabat-Liederzyklus Zaubererbruder. Im Jahr 2006 konnte auch endlich der bereits 2004 begonnene Hässlich-Kreativ-Wettbewerb für Sänger, Remixer und Fotografen zu Ende gebracht werden. Das Musikmagazin Zillo, das die Aktion beworben und auch die Preise ausgelobt hatte, war zwischenzeitlich abgesprungen, woraufhin das Konkurrenzmagazin Orkus die Preisausschüttung übernahm. In der Folge kam es zum Bruch der Band mit dem Zillo. Die Gewinner des Wettbewerbs wurden auf der Hässlich-CD veröffentlicht.
Der Zyklus um den Schwarzen Schmetterling, der eigentlich nach vier Alben hätte enden sollen, wurde 2007 mit dem fünften Album Requiembryo fortgeführt. Wieder übernahm Ingo Römling die Gestaltung. Aufnahme und Vorproduktion fanden im Studio des ehemaligen Grave-Digger-Gitarristen Uwe Lulis statt. Veröffentlicht wurde das Album schließlich am 23. März 2007 nach zahlreichen Vorabinformationen und Einblicken auf diversen Websites so wie dem Fanforum. Darauf folgte eine zweiteilige Tour, im ersten Teil mit The Beauty of Gemina, im zweiten Teil mit Elis als Vorband. Nach einer Onlineabstimmung über den Titel veröffentlichten ASP 2007 außerdem die E.P. Nie Mehr! (Die verschollenen Archive I), die unter anderem eine Coverversion des Konstantin Wecker Liedes Sage Nein! enthielt. Ebenfalls in diesem Jahr begannen Spreng und Römling das gemeinsame Comicstrip-Projekt Sieben Jahre mit Garg, das zunächst als Onlinecomic, 2010 dann als Buch erschien.

### ASP nach dem Schwarzen Schmetterling
2008 produzierte ASP sein erstes eigenes Musikvideo, einen Puppentrickfilm zum Lied Me. Dieses erschien als DVD in der limitierten Edition der Best-Of-Doppel-CD Horror Vacui. Diese wurde jetzt von der Band selbst zusammengestellt und die bisherige, ungeliebte CD Interim Works Compendium wurde in Absprache mit der Plattenfirma vom Markt genommen. Gleichzeitig erschien das Buch Horror Vacui, das Lied- und Begleittexte enthielt. Die gleichnamige Tour fand zusammen mit Lahannya im Frühjahr 2008 statt. Die zweite CD-Veröffentlichung 2008 war das Doppelalbum Zaubererbruder – Der Krabat-Liederzyklus in dem ASP eine eigene Interpretation des Krabat-Stoffes präsentierte. Das Album erreichte als erstes ASP-Album die Top 20 der deutschen Albencharts. Im Oktober 2008 fand hierzu eine weitere Akustiktour mit vier Gastmusikern statt. Das dritte Doppelalbum in diesem Jahr war schließlich die Live-CD Akoasma, die auf der Horror-Vacui-Tour entstand. Im Zuge der Tourtätigkeit trat ASP 2009 beim Wave-Gotik-Treffen auf. Aufgrund der mit einer schwarzen Sonne versehenen Gestaltung der Obsorgekarte sandte die Band dem Veranstalter einen offenen Brief und nahm anschließend Stellung gegen die Nutzung des Symbols und die fehlende Distanzierung durch den Veranstalter.

„Im Rahmen des ‚Wave-Gotik-Treffens 2009‘, bei dem wir mit unserer Band ASP ein Konzert geben durften, wurde an die Besucher eine so genannte ‚Obsorgekarte‘ ausgegeben. In der grafischen Gestaltung dieser Karte wurde ein Symbol verwendet, das als ‚Schwarze Sonne‘ bezeichnet wird. […] Die Band ASP möchte in keiner Weise mit politisch fragwürdigen Botschaften und deren Verbreitung in Verbindung gebracht werden oder diese stillschweigend hinnehmen und distanziert sich hiermit ausdrücklich von der durch oben erwähntes Symbol erzeugten Politisierung des Festivals.“

Bereits Ende Juli 2009 erschien mit Von Zaubererbrüdern ein weiteres Live-Album von ASP, aufgenommen im Herbst 2008 auf der Unplugged-Tour Von Zaubererbrüdern, Schwarzen Schmetterlingen und anderen Nachtgestalten. Das Album erschien erstmals neben CD auch auf DVD und Blu-ray Disc. Im Herbst desselben Jahres erschien die Single Wer Sonst?/Im Märchenland. Eigentlich war ein ganzes Album geplant, jedoch wurde dessen Veröffentlichung erst auf unbestimmte Zeit verschoben, da die Produktion der Von Zaubererbrüdern viel aufwändiger war als im Vorfeld geplant und Sänger Spreng nach eigenen Angaben an Symptomen eines Burnout-Syndromes litt und die Band öffentlich machte, sich eine Auszeit zur Neustrukturierung der kompletten Bandaktivitäten und internen Arbeitsweisen nehmen zu müssen. Hand in Hand damit veröffentlichte die Band zum Jahreswechsel 2009/2010 eine Proklamation, in der sie eine Art Verhaltenskodex formulierten, wie sich die Band in Zeiten der sich stark verändernden Musiklandschaft zu positionieren gedenkt. Am 15. März 2011 wurde das neue Album fremd offiziell angekündigt. Am 16. März wurde als geplantes Erscheinungsdatum des Albums der 5. August angegeben.
Im März 2011 gab ASP das Ausscheiden von Gitarrist und Produzent Matthias Ambré bekannt. Als Gründe für die Trennung werden von offizieller Seite persönliche und berufliche Differenzen angegeben.
Im August 2011 erschien als Vorbote für das neue Album fremd (fremder Zyklus Teil 1) die Single Wechselbalg, welche im Digipack und außerdem als spezielle Vinyl-Variante veröffentlicht wurde. Als Hommage an die Band Ougenweide befindet sich die Coverversion BaldAnders auf der Single. Darüber hinaus findet sich auf der CD-Variante der Single eine Liveaufnahme des Songs Dancing im Akustikgewand aus dem Jahr 1995 (Dancing MCMXCV).
Das Album selbst erschien letztendlich am 21. Oktober 2011 mit zweimonatiger Verspätung in einer Digibook-Version, einer auf 7000 Stück limitierten 2-CD-Version und einer auf 499 Stück limitierten Picture-Vinyl-Version. Bei der sich anschließenden Tour standen im neuen Line-up der Band mit Lutz Demmler und Sören Jordan zwei ehemalige Umbra-et-Imago-Musiker.
2012 erscheint die zweite Single-Auskopplung vom Album Fremd, Eisige Wirklichkeit. Im Vorfeld konnten die Fans entscheiden, ob Eisige Wirklichkeit, Rücken an Rücken oder FremdkörPerson, erstens als Single ausgekoppelt wird. Die Single erscheint ebenfalls als Limited Edition (Auf 5.999 Exemplare limitiert), dieser liegt eine DVD mit einem Mitschnitt des Auftritts beim M’Era Luna Festival 2011 bei. Am selben Tag erscheint zudem ein Rerelease der Humility-EP. Im Frühjahr 2012 wurde die Trennung vom langjährigen Schlagzeuger Oliver „Himmi“ Himmighoffen bekannt. Als Grund wurde Oliver Himmighoffens Bereitschaft, für Matthias Ambrés neue Band Die Kammer zu spielen, genannt. Oliver Himmighoffen wird zunächst durch Stefan Günther, welcher ein ehemaliger Bandkollege des derzeitigen Lead-Gitarristen Sören Jordan ist, für die Auftritte im Sommer ersetzt.
2013 trat die Band auf dem Wacken Open Air auf. Außerdem erschien in dem Jahr der zweite Teil des Fremder Zyklus, das den Namen Maskenhaft trägt.
Im Jahr 2014 feierte die Band ihr 15-jähriges Bestehen und ging auf Jubiläumstour durch Deutschland. Dazu veröffentlichte sie das Best-Of-Album Per aspera ad aspera.
Am 16. Oktober 2015 erschien das neunte Studioalbum Verfallen – Folge 1: Astoria, welches um das Leipziger Hotel Astoria spielt. Am 1. April 2016 folgte die Veröffentlichung von Verfallen – Folge 2: Fassaden, die das Konzept der musikalischen Novelle um Astoria beschließt. Noch im selben Jahr wurde die bisherige EP GeistErfahrer (Teil 1.1 des Fremden Zyklus), zu diesem Zeitpunkt ausverkauft, als Langspielalbum mit 2 neuen Liedern wiederveröffentlicht. Beinhaltete die ursprüngliche limitierte Edition der EP als CD2 den Konzertmitschnitt der Fremd-Tour, so beinhaltet die CD2 limitierte Edition des Langspielalbums dagegen Neuaufnahmen der Lieder Tiefenrausch und Ich bin ein wahrer Satan sowie exklusive Remixe zu weiteren Liedern. Parallel veröffentlichten ASP mit Auf Rauen Pfaden ihr sechstes, reguläres Konzertalbum das aus 4 CDs besteht und während der Best-Of/Rar & Pur  Tour 2014/15 aufgenommen wurde.
Am 27. Oktober 2017 erschien das elfte, reguläre Studioalbum Zutiefst. Dabei handelt es sich um den dritten Teil des Fremder Zyklus. Vorab gab es die Single 20.000 Meilen und Bernsteinmeerengel zu hören und zu kaufen. Der Start der Tour erfolgte am Erscheinungsdatum in Oberhausen. Nachdem die Band im Oktober 2018 zum zehnjährigen Jubiläum des Albums Zaubererbruder – Der Krabat-Liederzyklus auf der Zaubererbruder – live & extended-Tournee spielten, erschienen im März 2019 das gleichnamige Live-Album sowie die mittels einer Crowdfunding-Kampagne finanzierte Live-DVD. Am 29. November 2019 erschien das zwölfte Studioalbum Kosmonautilus als vierter Teil des Fremder Zyklus. Die dazu gehörige Tour startete am 16. Januar 2020 in Saarbrücken. Am 12. Februar 2021 erschien eine zweibändige Songtexte-Sammlung mit dem Titel „Horror Vacui – Dichter am Abgrund“.
Am 13. August 2021 gab Andreas „Tossi“ Groß auf der Band-Homepage seinen Ausstieg aus der Band aus gesundheitlichen Gründen bekannt. Er wurde ersetzt durch Tobias „Lias“ Engel (Spielbann, Two Minds Collide).
Im November 2021 wurde die Unterstützer-Kampagne Asps Turmbau gestartet. Diese soll den Schaffensprozess des Turm-Zyklus finanzieren, der an den bisherigen Fremder Zyklus anschließt und aus drei Alben bestehen soll.
Am 5. Februar 2022 verkündete ASP in seinem Journal, dass die Band ihr Label Trisol verlassen werden.

## Stil
ASP spielen durch den Einsatz von Synthesizern und Keyboards geprägte Rockmusik, die sich ästhetisch und lyrisch an der Schwarzen Szene und an der von dieser rezipierten Musik orientiert. Selbst bezeichnet die Band den eigenen Stil als „Gothic Novel Rock“. Dabei bezieht sich der Ausdruck „Gothic Novel“ auf die Schauerliteratur-artigen Erzählungen die den Veröffentlichungen der Gruppe als Konzept dienen und nicht auf den Musikstil Gothic Rock. Ein musikstilistischer Bezug zu diesem Genre besteht hingegen nicht. Dennoch wird ASP häufig von Rezensenten mit dem Begriff Gothic Rock versehen.
Anfangs nutzten ASP Stilmittel, welche der Neuen Deutschen Härte nahe standen. Die Musik zeichnete sich hierbei schwerpunktmäßig durch die Nutzung von Rhythmusgitarren aus. Insbesondere metal-lastige Powerchords in Verbindung mit teils technoiden Sounds und Beats (Einsatz einer konstanten Bassdrum) bildeten dabei die Grundlage zahlreicher Songs.
Einigen Liedern wurde zugeschrieben durch „clubtaugliche Beats und ein überwiegend elektronisches Gewand“ dominiert zu sein. Diese Stücke wechseln sich jedoch mit langsameren teils orchestralen Liedern ab. „Bei vielen Songs [würden] E-Gitarren eingesetzt, ohne dass diese […] zu stark in den Vordergrund treten“. Auf Metal.de wird der Stil der Gruppe als „urklassisches Rockfundament, auf dem sich dann mitunter diverse elektronische Effekte tummeln“ beschrieben. Die Musik würde „ziemlich clever mit spannenden Akkordläufen und Anleihen aus Folkrock und komplexerem Metal arrangiert“.
Seit dem Krabat-Liederzyklus traten zunehmend mittelalterliche Folk-Anklänge und Elemente der Liedermacherei hervor die mit dem „ASP-typische Rock-Sounds dicht […] verwoben“ wurden. Für die darauf folgenden Werke wurden weitere Einflüsse aus Chanson und Tango, bis hin zu Drone Doom und Metal benannt.

## Diskografie
Studioalben

| Jahr | Titel Musiklabel                                                                                            | Höchstplatzierung, Gesamtwochen, AuszeichnungChartplatzierungen (Jahr, Titel, Musiklabel, Platzierungen, Wochen, Auszeichnungen, Anmerkungen) | Höchstplatzierung, Gesamtwochen, AuszeichnungChartplatzierungen (Jahr, Titel, Musiklabel, Platzierungen, Wochen, Auszeichnungen, Anmerkungen) | Höchstplatzierung, Gesamtwochen, AuszeichnungChartplatzierungen (Jahr, Titel, Musiklabel, Platzierungen, Wochen, Auszeichnungen, Anmerkungen) | Anmerkungen                             |
| Jahr | Titel Musiklabel                                                                                            | DE | AT | CH | Anmerkungen                             |
| ---- | --- | --- | --- | --- | --------------------------------------- |
| 2000 | Hast du mich vermisst? – Der schwarze Schmetterling Teil I Richterskala • Trisol Music Group                | — | — | — | Erstveröffentlichung: 3. November 2000  |
| 2001 | :Duett – Der schwarze Schmetterling Teil II Richterskala • Trisol Music Group                               | — | — | — | Erstveröffentlichung: 26. Oktober 2001  |
| 2003 | Weltunter – Der schwarze Schmetterling Teil III Richterskala • Trisol Music Group                           | — | — | — | Erstveröffentlichung: 18. August 2003   |
| 2005 | Aus der Tiefe – Der schwarze Schmetterling Teil IV Trisol Music Group                                       | DE50 (2 Wo.)DE | — | — | Erstveröffentlichung: 4. Juli 2005      |
| 2007 | Requiembryo – Der schwarze Schmetterling Teil V Trisol Music Group                                          | DE38 (2 Wo.)DE | — | — | Erstveröffentlichung: 23. März 2007     |
| 2008 | Zaubererbruder – Der Krabat-Liederzyklus Trisol Music Group                                                 | DE13 (4 Wo.)DE | — | — | Erstveröffentlichung: 29. August 2008   |
| 2011 | Fremd – Fremder-Zyklus 1 Gothic Novel Rock Records • Trisol Music Group                                     | DE9 (3 Wo.)DE | AT47 (1 Wo.)AT | — | Erstveröffentlichung: 21. Oktober 2011  |
| 2013 | Maskenhaft – Ein Versinken in elf Bildern – Fremder-Zyklus 2 Gothic Novel Rock Records • Trisol Music Group | DE2 (4 Wo.)DE | AT57 (1 Wo.)AT | — | Erstveröffentlichung: 2. August 2013    |
| 2015 | Verfallen – Folge 1: Astoria Gothic Novel Rock Records • Trisol Music Group                                 | DE7 (3 Wo.)DE | — | — | Erstveröffentlichung: 16. Oktober 2015  |
| 2016 | Verfallen – Folge 2: Fassaden Gothic Novel Rock Records • Trisol Music Group                                | DE17 (2 Wo.)DE | — | — | Erstveröffentlichung: 1. April 2016     |
| 2017 | Zutiefst – Fremder-Zyklus 3 Gothic Novel Rock Records • Trisol Music Group                                  | DE12 (2 Wo.)DE | — | — | Erstveröffentlichung: 27. Oktober 2017  |
| 2019 | Kosmonautilus – Fremder-Zyklus 4 Gothic Novel Rock Records • Trisol Music Group                             | DE20 (1 Wo.)DE | — | — | Erstveröffentlichung: 29. November 2019 |
| 2021 | Endlich! – Fremder-Zyklus 5 Gothic Novel Rock Records • Trisol Music Group                                  | DE26 (1 Wo.)DE | — | — | Erstveröffentlichung: 26. November 2021 |
| 2023 | Horrors – A Collection of Gothic Novellas Herz & Verstand                                                   | — | — | — | Erstveröffentlichung: 6. Oktober 2023   |